# Олишевская поселковая община
Олишевская поселковая общи́на (укр. Олишівська селищна громада) — территориальная община в Черниговском районе Черниговской области Украины. Административный центр — пгт Олишевка.
Население — 3 262 человек. Площадь — 224,7 км².
Количество учреждений, оказывающих первичную медицинскую помощь — 4.

## История
Олишевская поселковая община была создана 3 мая 2017 года путём объединения Олишевского поселкового совета Черниговского района и Смолянского сельского совета Куликовского района. 
12 июня 2020 года в состав общины вошла территория Серединского сельсовета Черниговского района.
17 июля 2020 года община вошла в состав нового Черниговского района.

## География
Община включает части упразднённых Черниговского и Куликовского районов. Община граничит с Ивановской, Гончаровской, Коптевской, Мринской, Вертиевской, Куликовской общинами. Реки: Десна, Смолянка.

## Населённые пункты
- пгт Олишевка
- Коростень
- Серединка
- Сеножатское
- Смолянка
- Топчиевка